# Konstantin Shayne
Konstantin Shayne (russisch Константин Шэйн; * 29. November 1888 in Charkow, Russisches Kaiserreich; † 15. November 1974 in Los Angeles, Kalifornien) war ein russisch-amerikanischer Schauspieler.

## Leben
Konstantin Shayne wurde in Charkow geboren, welches in der heutigen Ukraine liegt, sich damals aber im Russischen Kaiserreich befand. Im Russischen Bürgerkrieg diente er in der Weißen Armee unter General Wrangel. Auf der Flucht vor den siegreichen Kommunisten emigrierte Shayne von Russland in die Vereinigten Staaten. Dort gab er 1938 mit 50 Jahren sein Filmdebüt. Mit seinem starken Akzent wurde Shayne besonders häufig in der Rolle des oftmals bedrohlichen oder geheimnisvollen Ausländers, vornehmlich Russen, besetzt. 1946 spielte er einen geläuterten Nationalsozialisten in dem Thriller Die Spur des Fremden, der die ersten 15 Minuten des Filmes dominiert, dann aber von Orson Welles’ Filmschurken ermordet wird. In Alfred Hitchcocks Filmklassiker Vertigo (1957) tauchte Shayne in der Nebenrolle des Buchhändlers Pop Libel auf, der bestens über geschichtliche Anekdoten von San Francisco informiert ist. Im Fernsehen trat Shayne in Serienklassikern wie Alfred Hitchcock Presents und 77 Sunset Strip auf.
Bis zum Jahre 1965 wirkte Shayne in rund 50 Film- und Fernsehproduktionen mit. Seine Schwester war die Schauspielerin Tamara Shayne (1902–1983), welche mit dem Charakterdarsteller Akim Tamiroff verheiratet war und mit der er auch im Film Schicksal in Wien auftrat. Er war zweimal verheiratet und hatte Kinder. Konstantin Shayne starb im Alter von 85 Jahren in Los Angeles.

## Filmografie (Auswahl)
- 1938: Scotland Yard auf falscher Spur (Bulldog Drummond in Africa)
- 1938: King of Alcatraz
- 1943: Botschafter in Moskau (Mission to Moscow)
- 1943: Fünf Gräber bis Kairo (Five Graves to Cairo)
- 1944: Song of Russia
- 1944: Fahrkarte nach Marseille (Passage to Marseille)
- 1944: Das siebte Kreuz (The Seventh Cross)
- 1944: None But the Lonely Heart
- 1945: The Man in Half Moon Street
- 1945: Her Highness and the Bellboy
- 1946: Die Spur des Fremden (The Stranger)
- 1947: Das Doppelleben des Herrn Mitty (The Secret Life of Walter Mitty)
- 1948: Clara Schumanns große Liebe (Song of Love)
- 1948: Night Wind
- 1948: Schrei der Großstadt (Cry of the City)
- 1949: Schicksal in Wien (The Red Danube)
- 1951: Ich war FBI Mann M.C. (I Was a Communist for the FBI)
- 1951: Anwalt des Verbrechens (The Unknown Man)
- 1951: Der Fall Cicero (5 Fingers)
- 1953: Im Reiche des goldenen Condor (Treasure of the Golden Condor)
- 1954: Symphonie des Herzens (Rhapsody)
- 1956: Schonungslos (The Price of Fear)
- 1958: Vertigo – Aus dem Reich der Toten (Vertigo)
- 1963: 77 Sunset Strip (Fernsehserie, 1 Folge)
- 1965: Gauner gegen Gauner (Fernsehserie, 1 Folge)
- 1965: Freuden des Morgens (Joy in the Morning)